# Messestädte-Pokal 1966/67
Der 9. Messestädte-Pokal wurde in der Saison 1966/67 ausgespielt. Dinamo Zagreb gewann das in Hin- und Rückspiel ausgetragene Finale gegen Leeds United. Ab dieser Saison wurden keine Entscheidungsspiele mehr durchgeführt, bei Unentschieden nach Hin- und Rückspiel wurde die Auswärtstorregel angewandt oder, falls auch nach einer Verlängerung kein Sieger feststand wurde eine Entscheidung durch Münzwurf gefällt. Torschützenkönig wurde Flórián Albert von Ferencváros Budapest mit acht Toren.

## 1. Runde
|                       | Gesamt    |                          | Hinspiel | Rückspiel |
| --------------------- | --------- | ------------------------ | -------- | --------- |
| Drumcondra FC         | 1:8       | Eintracht Frankfurt      | 0:2      | 1:6       |
| OGC Nizza             | 3:4       | Örgryte IS               | 2:2      | 1:2       |
| NK Olimpija Ljubljana | 3:6       | Ferencváros Budapest     | 3:3      | 0:3       |
| VfB Stuttgart         | 1:3       | FC Burnley               | 1:1      | 0:2       |
| Wiener Sport-Club     | 2:5       | SSC Neapel               | 1:2      | 1:3       |
| Aris Saloniki         | 0:7       | Juventus Turin           | 0:2      | 0:5       |
| Dinamo Piteşti        | 4:2       | FC Sevilla               | 2:0      | 2:2       |
| Frigg Oslo FK         | 2:6       | Dunfermline Athletic     | 1:3      | 1:3       |
| Spartak Brno ZJŠ      | (M)2:2(M) | Dinamo Zagreb            | 2:0      | 0:2 n. V. |
| Göztepe Izmir         | 2:5       | FC Bologna               | 1:2      | 1:3       |
| DOS Utrecht           | 4:3       | FC Basel                 | 2:1      | 2:2       |
| 1. FC Nürnberg        | 1:4       | FC Valencia              | 1:2      | 0:2       |
| Roter Stern Belgrad   | 5:2       | Atlético Bilbao          | 5:0      | 0:2       |
| Djurgårdens IF        | 2:5       | 1. FC Lokomotive Leipzig | 1:3      | 1:2       |
| Union Luxemburg       | 0:2       | Royal Antwerpen          | 0:1      | 0:1       |
| FC Porto              | (M)3:3(M) | Girondins Bordeaux       | 2:1      | 1:2 n. V. |

## 2. Runde
|                          | Gesamt    |                      | Hinspiel | Rückspiel |
| ------------------------ | --------- | -------------------- | -------- | --------- |
| Eintracht Frankfurt      | 7:3       | Hvidovre IF          | 5:1      | 2:2       |
| Örgryte IS               | 1:7       | Ferencváros Budapest | 0:0      | 1:7       |
| FC Lausanne-Sport        | 1:8       | FC Burnley           | 1:3      | 0:5       |
| Boldklubben 1909         | 2:6       | SSC Neapel           | 1:4      | 1:2       |
| Juventus Turin           | 5:1       | Vitória Setúbal      | 3:1      | 2:0       |
| CF Barcelona             | 1:4       | Dundee United        | 1:2      | 0:2       |
| FC Toulouse              | 4:5       | Dinamo Piteşti       | 3:0      | 1:5       |
| Dunfermline Athletic     | (a)4:4(a) | Dinamo Zagreb        | 4:2      | 0:2       |
| Sparta Prag              | 3:4       | FC Bologna           | 2:2      | 1:2       |
| DOS Utrecht              | 3:6       | West Bromwich Albion | 1:1      | 2:5       |
| DWS Amsterdam            | 2:8       | Leeds United         | 1:3      | 1:5       |
| FC Valencia              | 3:1       | Roter Stern Belgrad  | 1:0      | 2:1       |
| 1. FC Lokomotive Leipzig | 2:1       | RFC Lüttich          | 0:0      | 2:1       |
| Spartak Plowdiw          | 1:4       | Benfica Lissabon     | 1:1      | 0:3       |
| Royal Antwerpen          | 2:8       | FC Kilmarnock        | 0:1      | 2:7       |
| KAA Gent                 | 1:0       | Girondins Bordeaux   | 1:0      | 0:0       |

## 3. Runde
|                          | Gesamt |                      | Hinspiel | Rückspiel |
| ------------------------ | ------ | -------------------- | -------- | --------- |
| Eintracht Frankfurt      | 5:3    | Ferencváros Budapest | 4:1      | 1:2       |
| FC Burnley               | 3:0    | SSC Neapel           | 3:0      | 0:0       |
| Juventus Turin           | 3:1    | Dundee United        | 3:0      | 0:1       |
| Dinamo Piteşti           | 0:1    | Dinamo Zagreb        | 0:1      | 0:0       |
| FC Bologna               | 6:1    | West Bromwich Albion | 3:0      | 3:1       |
| Leeds United             | 3:1    | FC Valencia          | 1:1      | 2:0       |
| 1. FC Lokomotive Leipzig | 4:3    | Benfica Lissabon     | 3:1      | 1:2       |
| FC Kilmarnock            | 3:1    | KAA Gent             | 1:0      | 2:1 n. V. |

## Viertelfinale
|                          | Gesamt    |               | Hinspiel | Rückspiel |
| ------------------------ | --------- | ------------- | -------- | --------- |
| Eintracht Frankfurt      | 3:2       | FC Burnley    | 1:1      | 2:1       |
| Juventus Turin           | 2:5       | Dinamo Zagreb | 2:2      | 0:3       |
| FC Bologna               | (M)1:1(M) | Leeds United  | 1:0      | 0:1 n. V. |
| 1. FC Lokomotive Leipzig | 1:2       | FC Kilmarnock | 1:0      | 0:2       |

## Halbfinale
|                     | Gesamt |               | Hinspiel | Rückspiel |
| ------------------- | ------ | ------------- | -------- | --------- |
| Eintracht Frankfurt | 3:4    | Dinamo Zagreb | 3:0      | 0:4 n. V. |
| Leeds United        | 4:2    | FC Kilmarnock | 4:2      | 0:0       |

## Finale

### Hinspiel
| Dinamo Zagreb                                   | Dinamo Zagreb | Leeds United | Leeds United |
| ----------------------------------------------- | --- | --- | ------------ |
| Dinamo Zagreb                                   | \| 30. August 1967 in Zagreb (Stadion Maksimir) \| \| Ergebnis: 2:0 (1:0) \| \| Zuschauer: 32.000 \| \| Schiedsrichter: Adolfo Bueno Perales ( Spanien) \|                                                                | \| 30. August 1967 in Zagreb (Stadion Maksimir) \| \| Ergebnis: 2:0 (1:0) \| \| Zuschauer: 32.000 \| \| Schiedsrichter: Adolfo Bueno Perales ( Spanien) \|                          | Leeds United |
| Dinamo Zagreb                                   | Zlatko Škorić – Branko Gračanin, Marijan Brnčić – Rudolf Belin, Mladen Ramljak, Filip Blašković – Marijan Čerček, Denijal Piric, Slaven Zambata , Josip Gucmirtl, Krasnodar Rora Cheftrainer: Ivica Horvat & Branko Zebec | Gary Sprake – Paul Reaney, Terry Cooper – Billy Bremner , Jack Charlton, Norman Hunter – Mick Bates, Peter Lorimer, Rod Belfitt, Eddie Gray, Michael O’Grady Cheftrainer: Don Revie | Leeds United |
| Dinamo Zagreb                                   | 1:0 Marijan Čerček (39.) 2:0 Krasnodar Rora (59.) | | Leeds United |
| 30. August 1967 in Zagreb (Stadion Maksimir)    | | |              |
| Ergebnis: 2:0 (1:0)                             | | |              |
| Zuschauer: 32.000                               | | |              |
| Schiedsrichter: Adolfo Bueno Perales ( Spanien) | | |              |

### Rückspiel
| Leeds United                                 | Leeds United | Dinamo Zagreb | Dinamo Zagreb |
| -------------------------------------------- | --- | --- | ------------- |
| Leeds United                                 | \| 6. September 1967 in Leeds (Elland Road) \| \| Ergebnis: 0:0 \| \| Zuschauer: 35.600 \| \| Schiedsrichter: Antonio Sbardella ( Italien) \|                                            | \| 6. September 1967 in Leeds (Elland Road) \| \| Ergebnis: 0:0 \| \| Zuschauer: 35.600 \| \| Schiedsrichter: Antonio Sbardella ( Italien) \|                                                                             | Dinamo Zagreb |
| Leeds United                                 | Gary Sprake – Willie Bell, Terry Cooper – Billy Bremner , Jack Charlton, Norman Hunter – Paul Reaney, Rod Belfitt, Jimmy Greenhoff, Johnny Giles, Michael O’Grady Cheftrainer: Don Revie | Zlatko Škorić – Branko Gračanin, Marijan Brnčić – Rudolf Belin, Mladen Ramljak, Filip Blašković – Marijan Čerček, Denijal Piric, Slaven Zambata , Josip Gucmirtl, Krasnodar Rora Cheftrainer: Ivica Horvat & Branko Zebec | Dinamo Zagreb |
| 6. September 1967 in Leeds (Elland Road)     | | |               |
| Ergebnis: 0:0                                | | |               |
| Zuschauer: 35.600                            | | |               |
| Schiedsrichter: Antonio Sbardella ( Italien) | | |               |

## Beste Torschützen
| Rang | Spieler         | Klub                 | Tore |
| ---- | --------------- | -------------------- | ---- |
| 1    | Flórián Albert  | Ferencváros Budapest | 8    |
| 2    | Andy Lochhead   | FC Burnley           | 6    |
|      | Oskar Lotz      | Eintracht Frankfurt  | 6    |
|      | Slaven Zambata  | Dinamo Zagreb        | 6    |
| 5    | Helmut Haller   | FC Bologna           | 5    |
|      | Wilhelm Huberts | Eintracht Frankfurt  | 6    |
|      | Harald Nielsen  | FC Bologna           | 6    |